# موكة حلقية الفم
موكة حلقية الفم (الاسم العلمي:Moca cyclostoma) هي نوع من الحشرات تتبع جنس الموكة من فصيلة الإيميات.